# 巴亚蒙艺术博物馆
巴亚蒙艺术博物馆（西班牙語：Museo de Arte de Bayamón）是位于波多黎各巴亚蒙的博物馆。该博物馆致力于展示波多黎各的艺术品。

## 历史
1991年，博物馆落成，旨在向波多黎各人民保存和传播艺术，藏品由阿米莉亚·奥古斯蒂尼（Amelia Agustini）捐赠。2003年，博物馆获得了更多波多黎各艺术家的艺术作品。2010年，博物馆因整修而暂时关闭。2012年，博物馆修缮完成并重新开放。

## 收藏
博物馆收藏了抽象和当代艺术作品，以及解释波多黎各艺术起源的展品。博物馆内藏有照片和雕塑。博物馆收藏了艺术家阿纳尔多·罗什·拉贝尔、洛佩马克斯·迪亚兹、塞西利·奥科隆·古斯曼、伊莎贝尔·贝纳、琳达·桑切斯·平托尔和阿拉那·伊图拉尔德·莱昂的艺术作品。